# Linia kolejowa Benešov u Prahy – České Budějovice
Linia kolejowa Benešov u Prahy – České Budějovice (Linia kolejowa nr 220 (Czechy)) – dwutorowa, zelektryfikowana linia kolejowa o znaczeniu krajowym w Czechach. Łączy Benešov u Prahy z Czeskimi Budziejowicami. Przebiega przez terytorium dwóch krajów środkowoczeskiego i południowoczeskiego.